# Понтарльє (округ)
Округ Понтарльє (фр. Arrondissement de Pontarlier) — округ у Франції, в департаменті Ду. 2023 року округ об'єднував 149 муніципалітетів, населення становило 117 362 особи.
Адміністративний центр (супрефектура) — Понтарльє.

## Муніципалітети
Список муніципалітетів округу та їхні коди INSEE:
1. Авудре (25039)
2. Адам-ле-Версель (25007)
3. Арк-су-Монтено (25026)
4. Арк-су-Сікон (25025)
5. Арсон (25024)
6. Баннан (25041)
7. Бельмон (25052)
8. Боннво (25075)
9. Боннетаж (25074)
10. Бре-е-Мезон-дю-Буа (25096)
11. Бремондан (25089)
12. Бретонвілле (25095)
13. Буверан (25085)
14. Бужай (25079)
15. Бюль (25100)
16. Бюньї (25099)
17. Б'ян-лез-Юзьє (25060)
18. Вальдаон (25578)
19. Веллеро-ле-Версель (25596)
20. Венн (25600)
21. Верньєрфонтен (25605)
22. Верр'єр-де-Жу (25609)
23. Версель-Вільдьє-ле-Кам (25601)
24. Вілле-ла-Комб (25625)
25. Вілле-ле-Лак (25321)
26. Вілле-су-Шаламон (25627)
27. Вілле-Ш'єф (25623)
28. Віль-дю-Пон (25620)
29. Вільнев-д'Амон (25621)
30. Во-е-Шантгрю (25592)
31. Вюєсен (25634)
32. Гранж-Нарбо (25293)
33. Гран'Комб-Шатле (25285)
34. Гран'Комб-де-Буа (25286)
35. Гранфонтен-сюр-Крез (25289)
36. Гу-лез-Юзьє (25282)
37. Гюїан-Венн (25301)
38. Доммартен (25201)
39. Домп'єрр-ле-Тієль (25202)
40. Домпрель (25203)
41. Ду (25204)
42. Евілле (25229)
43. Ейссон (25231)
44. Епенуа (25219)
45. Епенуз (25218)
46. Еталан (25222)
47. Етре (25227)
48. Желлен (25263)
49. Жермефонтен (25268)
50. Жіє (25271)
51. Жунь (25318)
52. Консоласьйон-Мезоннетт (25161)
53. Курв'єр (25176)
54. Курттен-е-Салан (25175)
55. Ла-Босс (25077)
56. Ла-Клюз-е-Міжу (25157)
57. Ла-Лонжвіль (25347)
58. Ла-Плане (25459)
59. Ла-Рив'єр-Дрюжон (25493)
60. Ла-Сомметт (25550)
61. Ла-Шеналотт (25148)
62. Ла-Шо (25139)
63. Лабержман-Сент-Марі (25320)
64. Лаваль-ле-Прієре (25329)
65. Лавірон (25333)
66. Ландресс (25325)
67. Ле-Барбу (25042)
68. Ле-Бельє (25050)
69. Ле-Бізо (25062)
70. Ле-Вільдьє (25619)
71. Ле-Гра (25296)
72. Ле-Гранжетт (25295)
73. Ле-Комб (25160)
74. Ле-Крузе (25179)
75. Ле-Лює (25351)
76. Ле-Мемон (25373)
77. Ле-Понте (25464)
78. Ле-Прем'є-Сапен (25424)
79. Ле-Рюссе (25512)
80. Ле-Фен (25240)
81. Ле-Фонтенель (25248)
82. Ле-Фург (25254)
83. Лев'є (25334)
84. Лез-Альє (25012)
85. Лез-Опіто-Неф (25307)
86. Лез-Опіто-В'є (25308)
87. Лонжвель-ле-Рюссе (25344)
88. Лонжвіль-Мон-д'Ор (25348)
89. Лонжмезон (25343)
90. Лонжшо (25342)
91. Лоре (25349)
92. Мальбюїссон (25361)
93. Мальпа (25362)
94. Маньї-Шатлар (25355)
95. Мезон-дю-Буа-Льєвремон (25357)
96. Метаб'єф (25380)
97. Мон-де-Лаваль (25391)
98. Монбельярдо (25389)
99. Монбенуа (25390)
100. Монлебон (25403)
101. Монперре (25405)
102. Монфловен (25398)
103. Морто (25411)
104. Мут (25413)
105. Нарб'єф (25421)
106. Ноель-Серне (25425)
107. Обонн (25029)
108. Орсан (25435)
109. Оршам-Венн (25432)
110. Отрив-ла-Фресс (25303)
111. Пассонфонтен (25447)
112. Петіт-Шо (25451)
113. П'єррфонтен-ле-Варан (25453)
114. Плаембуа-дю-Міруар (25456)
115. Плаембуа-Венн (25457)
116. Понтарльє (25462)
117. Рекюльфоз (25483)
118. Реморе-Бужон (25486)
119. Ренедаль (25487)
120. Розюре (25504)
121. Рондфонтен (25501)
122. Рошжан (25494)
123. Сарражуа (25534)
124. Сен-Горгон-Мен (25517)
125. Сен-Жульєн-ле-Рюссе (25522)
126. Сен-Пуен-Лак (25525)
127. Сент-Антуан (25514)
128. Сент-Коломб (25515)
129. Сетфонтен (25541)
130. Сомбакур (25549)
131. Туйон-е-Лутле (25565)
132. Уа-е-Палле (25442)
133. Уан (25440)
134. Уван (25441)
135. Уто (25309)
136. Фаллеран (25233)
137. Фланжебуш (25243)
138. Фран (25259)
139. Фуркатьєр-е-Мезон-Нев (25252)
140. Фурне-Люїзан (25288)
141. Фюан (25262)
142. Шамезе (25113)
143. Шапель-де-Буа (25121)
144. Шапель-д'Юіен (25122)
145. Шательблан (25131)
146. Шаффуа (25110)
147. Шевіньє-ле-Версель (25151)
148. Шо-ле-Пассаван (25141)
149. Шо-Нев (25142)